# Hemirrhagus elliotti
Hemirrhagus elliotti là một loài nhện trong họ Theraphosidae.
Loài này thuộc chi Hemirrhagus. Hemirrhagus elliotti được Willis J. Gertsch miêu tả năm 1973.